# پیواتووشچزنا
پیواتووشچزنا (به لهستانی:  Piłatowszczyzna) یک روستا در لهستان است که در گمینا گرودک واقع شده‌است.